# Lill-Orrmyrtjärnen
Lill-Orrmyrtjärnen är en sjö i Robertsfors kommun i Västerbotten och ingår i Rickleåns huvudavrinningsområde.